# Pardirallus sanguinolentus
La gallineta común, rascón plomizo, pidén, cotuta, cututa o rascón gallineta (Pardirallus sanguinolentus) es una especie de ave gruiforme de la familia Rallidae propia de Sudamérica; habita los humedales existentes desde el Perú a las Malvinas y de Chile a Brasil.

## Subespecies
Se conocen seis subespecies de Pardirallus sanguinolentus :
- Pardirallus sanguinolentus simonsi - litoral árido del Perú al N Chile.
- Pardirallus sanguinolentus tschudii - Perú templado (alto Río Marañón al Lago Titicaca.
- Pardirallus sanguinolentus zelebori - SE Brasil.
- Pardirallus sanguinolentus sanguinolentus - extremo SE Brasil a Uruguay, Paraguay y N Argentina.
- Pardirallus sanguinolentus landbecki - Chile central (Atacama a Llanquihue) y zona adyacente de Argentina.
- Pardirallus sanguinolentus luridus - Archipiélago de Tierra del Fuego.

## Descripción
Es un ave de tamaño mediano. Posee plumas negras en todo su cuerpo. Su pico es de diversos colores, incluyendo el verde, azul y amarillo. Posee patas rojizas y dedos largos con garras afiladas que le permite un mejor agarre en las orillas de lagos, ríos y arroyos.

## Hábitat
Habita en lagos y humedales. También se le puede ver en aguas estancadas como tranquera y pantanos. No es común verlo en lugares áridos lejos del agua.